# Тучков Микола Олексійович
Микола Олексійович Тучков (1765–1812) — генерал-лейтенант російської армії, командир піхотного корпусу.

## Життєпис
Походив зі шляхетського роду. Його батько, Тучков Олексій Васильович (1729–1799) був генерал-поручиком інженерних військ, брав участь у Семирічній війні, командував у в Санкт-Петербурзі інженерною та артилерійською частинами, збудував Тучков міст, що поєднував Василівський острів з Петроградською стороною, мав чин дійсного таємного радника, був сенатором.
На військову службу вступив 1773 року кондуктором до Інженерного корпусу. Брав участь у російсько-шведській війні 1788–1790 років, у придушенні польського повстання 1794 (у званні полковника Великолуцького мушкетерського полку). 9 листопада 1794 був нагороджений орденом Святого Георгія 4-го ступеня за відзнаку у битві 29 вересня.
1799 як шеф Севського мушкетерського полку, що входив до складу корпусу Римського-Корсакова, брав участь у військових діях проти французів, у тому числі у битві при Цюриху.
У битві при Прейсіш-Ейлау Тучков утримував фланг й успішно контратакував неприятеля. Рішуче діяв у квітні поблизу Спроцька, кілька разів відбиваючи спроби противника переправитись через річку Нарев. За відзнаку у кампанії 1806–1807 років 26 серпня 1807 був нагороджений орденом Святого Георгія 3-го ступеня. У січні 1808 дивізія Тучкова склала праве крило військ, відряджених проти Швеції. Бився під Куопіо (Фінляндія), розбив шведський десант в районі Або, намагався взяти Іденсальмі.
8 січня 1811 отримав пост Кам'янець-Подільського військового губернатора.
Під час підготовки до кампанії 1812 року Тучков отримав командування 3-ім піхотним корпусом. Війська корпусу підтримували 4-й корпус у бою під Островно, обороняли Смоленськ, бились під Лубіном, перекрили Старий Смоленський шлях на Бородінській позиції тощо. 26 серпня під Утицями Тучков зазнав кулевого поранення у груди, після перев'язки був відправлений до Можайська. За три тижні помер у Ярославлі та був похований у Толзькому монастирі. У вересні 1990 на стіні Спаського храму відродженого монастиря була відкрита меморіальна дошка Тучкову.